# ガルヴァオン・ブエノ

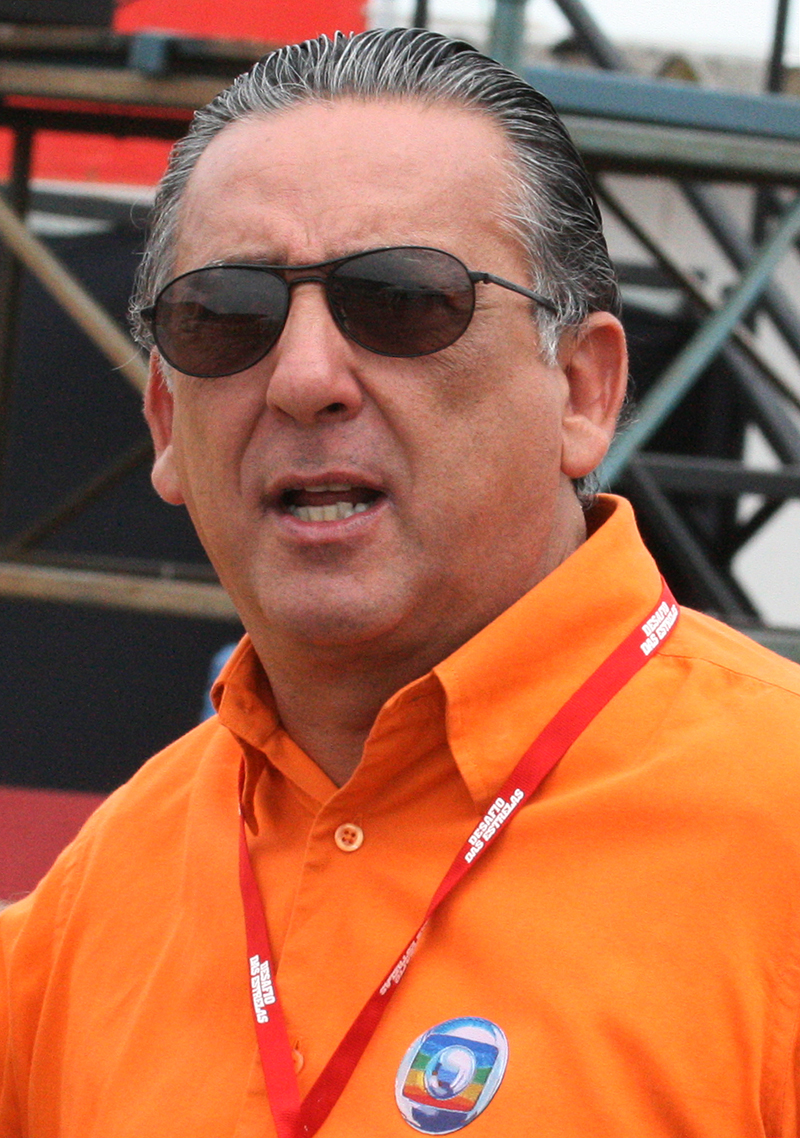
ガルヴァオン・ブエノ

ガルヴァオン・ブエノ（Carlos Eduardo dos Santos Galvão Bueno, 1950年7月21日 - ）は、ブラジルのテレビ局グローボに所属していたスポーツアナウンサー、ワイナリーオーナー、YouTuberである。
フルネームは「カルロス・エドゥアルド・ドス・サントス・ガルヴァオン・ブエノ」だが、一般にガルヴァオン・ブエノ（Galvão Bueno）と呼称する。

## プロフィール
現在はグローボのスポーツ部門の長であり、F1、サッカー・ブラジル代表の公式試合、カンピオナート・ブラジレイロの主要試合、ほか、国内の重要なスポーツイベントのテレビ中継において、メイン実況者を務める。
サッカーのブラジル代表が24年ぶり4度目の優勝を果たした1994年のワールドカップ・アメリカ大会、5度目の優勝を果たした2002年の日韓大会において、決勝を含め主な試合の実況を行っているほか、F1のアイルトン・セナの各タイトル決定レース、オリンピックの様々な競技など、同国において、スポーツ関連の多くの歴史的な中継で実況を担当している。
2022 FIFAワールドカップ決勝のアルゼンチン対フランス戦の実況で実況を引退し、TVグローボを退職。YouTubeチャンネル「Canal GB」を開設した。

### 経歴
1950年7月21日、リオデジャネイロ市にて、女優の母親ミルドレッド・ドス・サントスとジャーナリストの父親アルド・ヴィアナ・ガルヴァオン・ブエノとの間に生まれた。
1974年にサンパウロのラジオ局でアナウンサーとしてのキャリアを始めた。その後、ガゼッタ、へコルド、バンデイラスといった国内の有力なテレビ局を渡り歩き、1981年にリオデジャネイロに移り、同国最大のメディア企業であるグローボで初めて仕事をした。TVグローボにおける最初の仕事となったのは、その年のコパ・リベルタドーレスにおける、フラメンゴとウィルスターマン（アルゼンチン）による試合の実況だった。1983年、彼はグロボEsporteためエスタジオ・ド・マラカナンの元ブラジル選手マネガヒンの死をカバーした。
TVバンデイラス在籍時の1978年以降、一貫してF1の実況を担当しており、ブエノのスタイルはブラジルのテレビ局におけるモータースポーツ中継の様式を確立するものとなった。アイルトン・セナが初めてF1のチャンピオンとなった1988年から事故死した1994年までの期間、そのほぼ全ての優勝レースを実況したことで、ブエノの知名度は飛躍的に高まった。 
1992年にパラナ州のテレビ局OMTV（現CNT）と1年の短期契約を結び、一時グローボを去ったことがあるが、後に再びグローボと契約を結び復帰している。
復帰の結果、1994年5月1日のアイルトン・セナの死亡事故を実況することになってしまったのは、セナと非常に親しい友人関係を結んでいたブエノにとっては不幸な出来事だったと言える。
セナの事故死はブエノに大きな打撃を与えたが、少なくとも実況においては、以前のように情熱的なスタイルをすぐさま取り戻した。

### 実況スタイル
ブエノのスタイルは、ほとんどの時間を低く抑えたトーンで実況しつつ、ここぞという場面で、最上級の形容詞とともに事態を指摘していくというもので、その実況は極めて情熱的なものである。彼はまた、現在起こっている試合などについて、解説者らと意見を戦わせることを好み、時には自身の意見を述べ、ある時は解説者の解説を真っ向から否定して見せたりする。この特徴的な手法は問題も引き起こしており、長年友情をはぐくんでいたF1解説者ヘジナウド・レーミとの関係にいたっては、これが元でこじれてしまったのではないか、という声もある。
ガルヴァオン・ブエノはスポーツ、とりわけブラジル代表の熱狂的なファンとしても知られ、実況している内に、単なる応援というには度を越したものになることがある。しかしながら、サッカーの国際試合においてもオリンピックにおいても20年以上もメイン実況を務めているため、ブエノの声とこのスタイルは「勝利との結びつき」を自然に感じさせるものである、との意見が大勢を占めている。そのため、ことブエノに関しては、こうした独特なスタイルが必ずしも即座に批判に直結されるわけではない。

#### 特徴的な台詞
- Bem, amigos da Rede Globo. - さて、視聴者の皆さん
- Sai que é sua, Taffarel! - （ゴールから）出ろ、お前のだぞ、タファレル！ - 1994年と1998年のサッカーワールドカップにおいて。ボールがブラジルのディフェンスを抜けた時、もしくは、相手チームがシュートを放つ時は常に言っていた。
- Desculpe, Montoya! - ごめんよ、モントーヤ！ - F1の2005年ベルギーGPにおいて。ブラジル人アントニオ・ピッツォニアとモントーヤとの接触リタイアについて、リアルタイム映像の後に流れたリプレイを確認して即座に。サッカーにしてもF1にしても、詳しいため、同国人のプレイでも悪いものには厳しい。しかし、こうした発言は確認した上でしており、軽率にならないよう注意は払われている。下記の例も同様である
- Acham que Trulli tiver alguma culpa daquele? - （先ほどの）アレだが、トゥルーリに何か問題があったと思うか？ - 2005年日本GPの佐藤琢磨とヤルノ・トゥルーリの接触事故について解説陣に。こうして議論が始まる。この例の場合も、事故発生直後は全く話を振らず、実況陣の冷静さが回復した頃合を見計らって発言している

### 人物
現在、ガルヴァオンはブラジルのスポーツ実況の象徴とみなされており、その名と顔と声は国内で広く知られている。一方、同業者や視聴者からの批判にさらされることも多く、毀誉褒貶を伴った存在であるといえる。
死去したアイルトン・セナ以外にも、ロマーリオ、ロナウド、ペレほか、多くのスポーツ選手と親交がある。
ジャーナリストのデジレ・ソアレスと再婚し息子をもうけ、親子3人でパラナ州のクリチバに在住している。前妻との間にできた2人の息子はともにカーレーサーであり、「カカー・ブエノ」として知られるカルロス・ブエノ、同じく「ポポー・ブエノ」として知られるパウロ・ブエノ、ともにブラジルで人気を誇る国内のストックカーシリーズに参戦している。